# Betula halophila
Betula halophila là một loài thực vật thuộc họ Betulaceae. Đây là loài đặc hữu của Trung Quốc.